# Фу-Го
Огненный воздушный шар (яп. 風船爆弾 фу:сэмбакудан, «бомба-воздушный шар»), кодовое название «Фу-Гo» (яп. ふ号[兵器] фу-го: [хэйки], «[оружие] №2») — оружие, созданное Японией во время Второй мировой войны. Заполненный водородом аэростат весом 12 кг нёс осколочно-фугасную бомбу весом 15 кг и четыре зажигательных боеприпаса весом по 5 кг. Предполагалось, что шары станут дешёвым оружием, которое достигнет США на восходящих потоках воздуха и будет сеять хаос в канадских и американских городах, лесах и сельскохозяйственных угодьях.

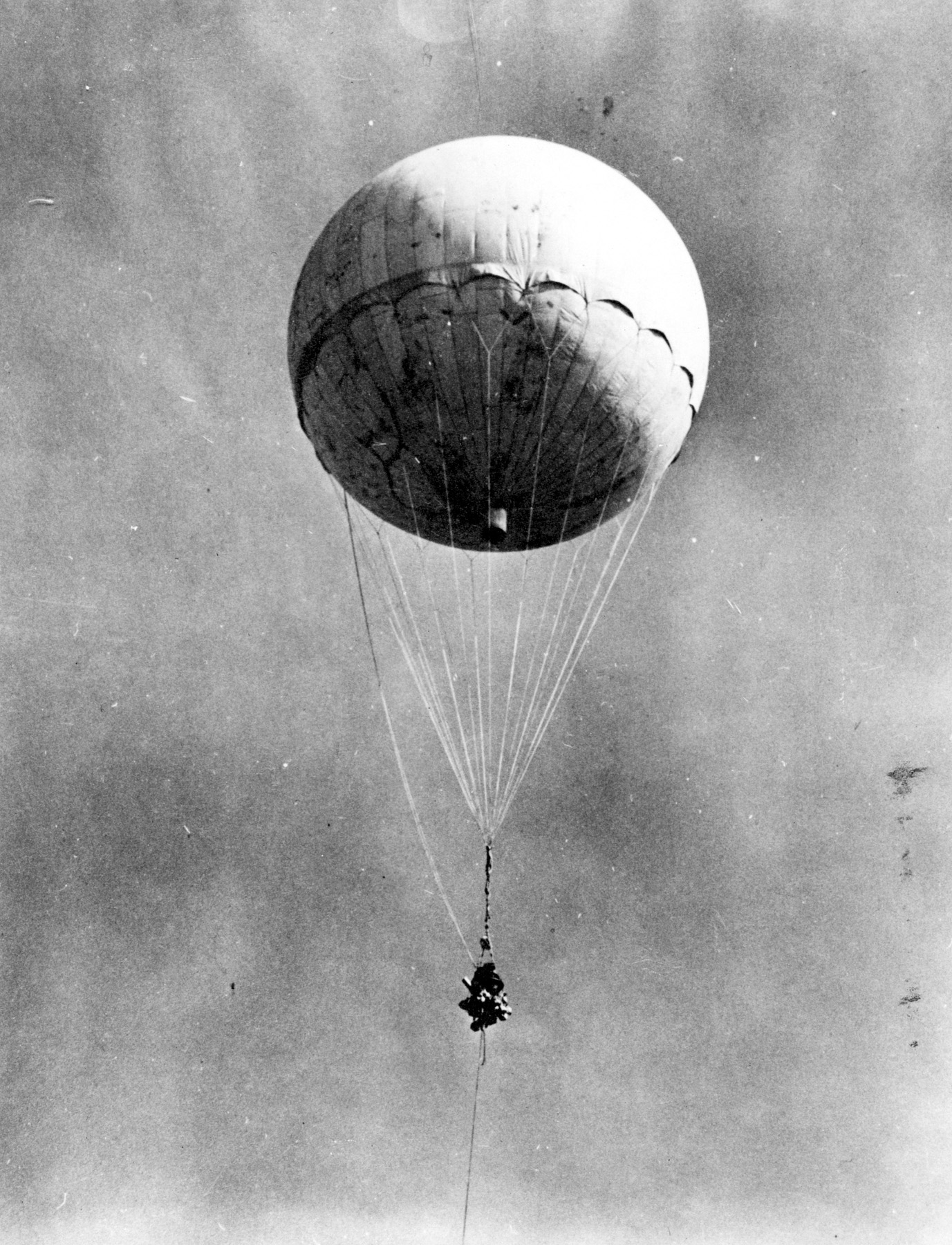

Воздушные шары были относительно неэффективны в качестве оружия, но использовались в немногочисленных атаках на Северную Америку во время Второй мировой войны.
В период с ноября 1944 года по апрель 1945 года Япония запустила более 9300 огненных воздушных шаров. Около 300 бомб с таких шаров были найдены или наблюдались в Северной Америке. Бомбы убили шесть человек (женщину и пятерых детей) и вызвали небольшие повреждения.
Традиционно считаются первым в истории межконтинентальным управляемым оружием, предшественником межконтинентальных ракет.

## Конструкция
Бомбардировочный аэростат «Фу-Го» представлял собой шарообразной формы аппарат диаметром около 10 метров. Наполняемый водородом, он имел объём порядка 540 кубических метров. Оболочка шаров изначально изготавливалась из прорезиненного шёлка, но в условиях жесткого дефицита нефти Япония была вынуждена отказаться от использования в проекте синтетического каучука. Вместо шёлка в результате стали использовать бумагу «васи», обладавшую хорошей газонепроницаемостью. Производство этой бумаги в Японии велось лишь в виде сравнительно небольших квадратных кусков, поэтому оболочка аэростата склеивалась из множества фрагментов.
Под аэростатом закреплялась гондола с барометрическим автопилотом, боевой нагрузкой и балластом. Гондола имела форму колеса с четырьмя спицами и изготавливалась из алюминия. По её периметру подвешивались мешки с балластом — песком. Общий полезный вес составлял 454 килограмма.
Управление шаром осуществлялось с помощью барометрического автопилота. Устройство удерживало аэростат на высоте в 9—11 км, где воздушное течение было наиболее эффективным. При подъеме аэростата выше 11 километров альтиметр, реагируя на изменение давления воздуха, открывал клапан и стравливал водород из оболочки. При снижении шара ниже 9 километров альтиметр замыкал контакты электрической системы, которая приводила в действие пиропатроны, сбрасывающие мешки с балластом. С целью стабилизации шара мешки с балластом сбрасывались па́рами, с противоположных концов гондолы.
Шар был рассчитан на полет на высоте до 11 километров в течение трёх дней. По расчетам конструкторов, этого времени должно было хватить, чтобы преодолеть 8000 километров и добраться до территории Соединённых Штатов. Специальное таймерное устройство отсчитывало 72 часа и по их истечении сбрасывало бомбовую нагрузку вместе с оставшимся балластом. Пиропатрон, сбрасывающий бомбы, одновременно поджигал шнур небольшой зажигательной бомбы, расположенной в оболочке аэростата, чтобы полностью уничтожить аэростат после сброса бомб и оставить американцев в неведении относительно природы японского оружия.

## Разработка и производство
Не считая опытного мелкосерийного производства шаров из прорезиненного шёлка компанией «Кокка», ведшегося ещё с октября 1943 года, первое собрание учёных и инженерно-технических работников, задействованных в проекте разработки данного типа оружия, состоялось в мае 1944 года в Имперском управлении вооружения Японии в Вакамацутё, район Синдзюку, под председательством генерал-майора Суэёси Кусабы, главного идейного вдохновителя проекта и военного теоретика применения беспилотных воздушных шаров для загоризонтной бомбардировки крупных административно-промышленных центров противника. Председателем комиссии по руководству научно-исследовательских и опытно-конструкторских работ был назначен профессор Токийского императорского университета д-р Масаити Мадзима. После того, как учёные и ИТР подготовили техническую документацию, включавшую в себя чертежи и типовые рекомендации по организации серийного производства воздухоплавательных бомб, было спешно налажено их изготовление, в котором участвовало большое количество гражданского населения Японии, — многих тысяч добровольцев, целыми семьями и дворами занимавшихся изготовлением в домашних условиях плотной газонепроницаемой бумаги. После сдачи бумаги в пункты заготовления, она отправлялась на одну из семи целлюлозно-бумажных фабрик, дислоцированных в окрестностях Токио, четыре из которых были частными предприятиями — филиалами кабусики-гайся, а три оставшихся были казёнными предприятиями, находились в ведении ВМФ Японии и располагались непосредственно на территории военно-морских арсеналов. На фабриках из отдельных клочков бумаги и лёгкого каркаса осуществлялась сборка воздушных шаров. За снаряжение шаров-бомб зарядами взрывчатого вещества и зажигательной смесью отвечали имперские военно-морские арсеналы.
Лидерами производства являлись компании химической промышленности «Кокусан-Кагаку» и «Тюгаи-Како», на каждую из которых приходится примерно треть от общего показателя производства (около 9300 ед.), оставшуюся треть произвели казённые предприятия ВМФ. Мелкосерийное производство шаров из прорезиненного шёлка было налажено на резинотехнических заводах, выпускавших автомобильные шины. Ниже приводится производственная информация с выкладками производства:
| Изготовитель                     | Период производства              | Период производства              | Произведено                      | Стоимость за единицу (в йенах)   |
| Изготовитель                     | Начало                           | Завершение                       | Произведено                      | Стоимость за единицу (в йенах)   |
| Шары из газонепроницаемой бумаги | Шары из газонепроницаемой бумаги | Шары из газонепроницаемой бумаги | Шары из газонепроницаемой бумаги | Шары из газонепроницаемой бумаги |
| -------------------------------- | -------------------------------- | -------------------------------- | -------------------------------- | -------------------------------- |
| Chugai Kako K.K.                 | 1 апреля 1944                    | 15 февраля 1945                  | 3 000                            | 10 000                           |
| Kokusan Kagaku Kōgyō K.K.        | сентябрь 1944                    | март 1945                        | 3 693                            | 5 500                            |
| Арсенал Сагами                   | данные отсутствуют               | данные отсутствуют               | данные отсутствуют               | данные отсутствуют               |
| Арсенал Отако                    | данные отсутствуют               | данные отсутствуют               | данные отсутствуют               | данные отсутствуют               |
| Арсенал Кудура                   | данные отсутствуют               | данные отсутствуют               | данные отсутствуют               | данные отсутствуют               |
| Шары из прорезиненного шёлка     |                                  |                                  |                                  |                                  |
| Fujikawa Kōgyō K.K.              | сентябрь 1944                    | апрель 1945                      | 50—60                            |                                  |
| Kokka Kōgyō K.K.                 | октябрь 1943                     | 15 марта 1945                    | 36                               | 3 350                            |

## Трансконтинентальные бомбардировки
Первые испытания были проведены в сентябре 1944 года, на них были продемонстрированы удовлетворительные результаты. К этому моменту тяжёлые бомбардировщики B-29 уже начали подвергать территорию Японии массированным бомбардировкам, и программа шаров-бомбардировщиков воспринималась японцами как «возмездие».
Впервые боевой аэростат был запущен через океан в начале ноября 1944 года. Японцы специально отложили запуски до поздней осени, поскольку в это время воздушные течения над Тихим океаном были особенно сильны. При этом, правда, они не учли, что холодная и влажная погода зимой фактически сводила на нет все надежды на устраиваемые аэростатами лесные пожары: леса США и Канады были влажными и покрыты снегом, небольшие зажигательные бомбы практически не имели шансов произвести задуманный эффект.
Боевые запуски шаров осуществлялись с пусковых площадок на восточном побережье Хонсю. Изготовление оболочки шаров, ввиду её больших размеров, велось на неспециализированных предприятиях — в залах сумо, театрах и т. д. Склейкой оболочки шаров обычно занимались подростки.
Американцы сначала вовсе не обратили внимания на японскую бомбардировочную кампанию. Только в начале 1945 года, когда сообщения о таинственных аэростатах и о раздававшихся по всей стране звуках взрывов начали приходить все чаще, власти заподозрили, что происходит что-то неладное. Воздушные шары наблюдали над Орегоном, Канзасом, Айовой, Юконом, Альбертой, Невадой и даже над Детройтом. Из многих мест докладывали об обнаруженных воронках от взрывов, в которых находили осколки.
Несколько шаров были перехвачены в воздухе патрульными истребителями: так, один шар был сбит истребителем P-38 над городом Санта-Роза в штате Калифорния. Но в целом, летящие сравнительно высоко и быстро, невидимые на экранах радаров того времени, аэростаты оказались неожиданно сложными мишенями: авиации удалось перехватить не более 20 шаров.
Окончательно ситуация прояснилась только тогда, когда патрульному истребителю, перехватившему аэростат в небе, удалось, используя только пулеметы, прострелить его оболочку и заставить шар плавно спуститься на землю. Аэростат был обследован американскими инженерами. Первоначально американцы не предполагали, что аэростаты запускаются с японской территории: выдвигались предположения, что шары запускаются с подводных лодок вблизи побережья США и даже что аэростаты тайно изготовляются и запускаются в концентрационных лагерях для интернированного японского населения. Чтобы разрешить загадку, песок из балластных мешков сбитых аэростатов был отправлен на анализ в геологическую службу. На основании изучения минерального состава песка и наличия в нём эндемичных микроскопических организмов геологи установили, что песок для аэростатов определённо происходит из Японии, и даже смогли назвать регион, где он вероятнее всего был взят.

## Результаты
Из 9300 аэростатов, запущенных с ноября 1944 года по апрель 1945 года, лишь около 300 было замечено над американским континентом. Это было примерно втрое меньше расчетного японского минимума (японцы полагали, что порядка 900 шаров достигнут территории США). Несколько шаров были обнаружены на островах Тихого Океана, и по крайней мере два шара были отнесены ветром обратно и приземлились на территории Японии.
Сбрасываемые с шаров бомбы не нанесли практически никакого ущерба и, исключая один случай, не привели ни к каким жертвам. Надежды на значительное количество лесных пожаров не оправдались из-за своевременных действий лесных рейнджеров и влажной зимней погоды.
10 марта 1945 года один из последних запущенных шаров единственный раз поразил стратегически важный объект. Бомба с аэростата вывела из строя линию электропередач в штате Вашингтон. По иронии судьбы, эта линия электропередач питала энергией Хэнфордский комплекс проекта «Манхэттен», которому пришлось переключиться на аварийное питание.
Единственными жертвами бомбардировки стали в 1945 году Элиза Митчелл (беременная жена пастора из Южного Орегона) и пятеро детей в возрасте от 11 до 14 лет. Во время школьного пикника в лесу дети обнаружили упавший аэростат, лежащий на земле. Когда женщина и подростки приблизились к гондоле, произошёл взрыв осколочного заряда, убивший всех шестерых. На месте трагедии установлен памятник.

### Засекречивание результатов
Военные США были весьма обеспокоены запусками аэростатов. Американцам было известно о шедших в Японии перед войной работах по созданию биологического оружия: если шар с обычными фугасными бомбами не представлял практически никакой опасности, то будучи снаряжённым биологическим оружием, мог превратиться в несомненную угрозу. Хотя появление современных медицинских препаратов вроде пенициллина существенно снизило опасность биологической атаки, тем не менее, риск сохранялся.
В начале 1945 года основным американским газетам и радиоканалам была направлена инструкция воздержаться от публикации каких-либо материалов об аэростатах. Власти США хотели создать у японцев впечатление, что программа бомбардировки полностью провалилась. В результате единственным сообщением о японских аэростатах, проникшим в прессу до конца войны, была заметка 1 января 1945 года о аэростате, приземлившемся в Вайоминге и не взорвавшемся.
Дезинформация удалась. Проанализировав результаты, генерал Кусаба счёл, что программа полностью провалилась, и спустя шесть месяцев после её начала приказал прекратить бомбардировки. Сборка аэростатов требовала значительного количества трудовых ресурсов, которые можно было применить лучше. Кроме того, к этому моменту бомбардировщики B-29 уже уничтожили два из трёх основных водородных заводов в Японии, сделав поддержание темпов запуска шаров невозможным.

## Аналогичные проекты
Во время войны, в 1942—1944 годах, британцы осуществляли аналогичную программу бомбардировок территории Германии с использованием беспилотных аэростатов. В ходе операции «Операция Outward» было запущено около 100000 небольших аэростатов, снаряжённых проволокой для вызова коротких замыканий в немецких линиях электропередач или небольшими бомбами. Конструкция шаров была сходна с японской, но много более примитивна, так как британским аэростатам требовалось преодолеть сравнительно небольшое расстояние.
После войны японскими экспериментами заинтересовались американцы. На основании японского опыта в 1950-х годах ими был разработан бомбардировочный аэростат E77 для доставки на поля противника (в случае начала войны) вредителей хлебных злаков. 
Предполагалось, что в случае начала войны с СССР массовый запуск подобных дешёвых аэростатов позволит нанести серьёзные потери урожаю хлеба и либо спровоцирует народное возмущение, либо потребует от химической промышленности отвлекать ресурсы от военного производства для массового выпуска средств химической защиты растений. В 1950-х годах аэростаты прошли ряд испытаний над территорией Америки (снаряжённые безвредным пищевым красителем).
Сам принцип высотных дрейфующих автоматических стратостатов позднее был успешно применён американцами для воздушной разведки стратегических целей на территории Советского Союза (Проект «Генетрикс»).